# Pieszek czarnogłowy

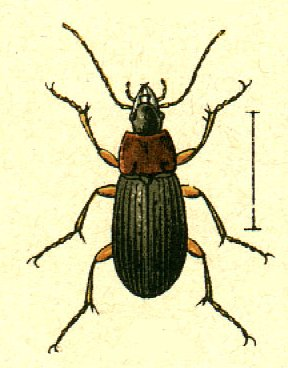
Ilustracja z monografii „Жуки России и Западной Европы” Georgija Jakobsona

Pieszek czarnogłowy (Calathus (Neocalathus) melanocephalus) – gatunek chrząszcza z rodziny biegaczowatych i podrodziny Pterostichinae.

## Opis
Osiąga długość ciała od 6 do 8 mm. Pokrywy i głowa czarne. Przedplecze zwykle czerwono-żółte, ale czasem może być czarne. Trzeci międzyrząd pokryw z punktacją grzbietową. Penis silnie zakrzywiony na wierzchołku. Wśród europejskich przedstawicieli rodzaju Calathus, podane cechy charakteryzują również Calathus mollis erythroderus. Różni się on prawą paramerą, która u pieszka czarnogłowego rozszerza się ku wierzchołkowi i uzbrojona jest w wyraźny haczyk. U C. mollis haczyk ten jest mały lub go brak, a paramera nie rozszerza się ku wierzchołkowi.

## Ekologia i zoogeografia
Gatunek pospolity, występujący od nizin po rejony górskie. Żyje na terenach otwartych i w lasach na różnych typach gleby, preferując jednak gleby piaszczyste bądź z domieszką żwiru, stąd często wykazywany z pól uprawnych. Unika gleb skrajnie wilgotnych.
Rozprzestrzeniony jest w całej Europie, a ponadto występuje w Afryce Północnej, na Azorach, Kaukazie, Syberii, w Azji Mniejszej, północnej Mongolii i Azji Środkowej. Podawany z Afganistanu, Algierii, Albanii, Armenii, Austrii, Belgii, Bośni i Hercegowiny, Bułgarii, Białorusi, Chorwacji, Czech, Danii, Estonii, Finlandii, Francji, Gruzji, Grecji, Hiszpanii, Holandii, Islandii, Kirgistanu, Izraela, Liechtensteinu, Litwy, Łotwy, Macedonii Północnej, Maroka, Mołdawii, Mongolii, Niemiec, Norwegii, Polski, Rumunii, Rosji, Słowacji, Słowenii, Szwajcarii, Szwecji, Tadżykistanu, Turcji, Tunezji, Ukrainy, Węgier i Wielkiej Brytanii.
W Polsce występuje tylko podgatunek nominatywny Calathus melanocephalus melanocephalus.

## Systematyka
Wyróżniono 5 podgatunków tego chrząszcza:
- Calathus melanocephalus antoinei Puel, 1939
- Calathus melanocephalus furvus Tschitscherine, 1895
- Calathus melanocephalus melanocephalus Linneusz, 1758
- Calathus melanocephalus paphlagonicus Maran, 1935
- Calathus melanocephalus purkynei Maran, 1935